# بيت الطبيب في لبنان
تأسست نقابة أطباء لبنان في 7 كانون الأول 1946 في بيروت، وهي تعد أكبر منظمة طبية وأهم مجموعة من الأطباء في لبنان. تضم النقابة 12,000 عضو من الأطباء المتخصصين في مختلف المجالات الطبية. تهدف النقابة إلى تحقيق وتعزيز نظام رعاية صحية متكامل، ووضعت السياسات المناسبة التي تساهم في تحسين القطاع الصحي في لبنان والمنطقة.
الأطباء المنتسبون للنقابة هم من الاختصاصيين الذين يُطبقون المعرفة العلمية والخبرات العملية الواسعة في تشخيص الأمراض ووضع العلاجات الملائمة. يسعى هؤلاء الأطباء بشكل مستمر إلى توفير رعاية صحية ملائمة تحقق الفائدة القصوى للمرضى وتواكب أحدث التطورات في الطب الحديث

## دور نقـابـة الأطبـاء
إن مهمة نقابة أطباء لبنان هي مهمة طبية، صحية، علمية، إدارية، إرشادية تستهدف:
1. جمع كلمة الأطباء والدفاع عن حقوقهم والمحافظة على مصالحهم المعنوية والمادية المشروعة ورفع مستوى مهنتهم والسهر على آداب الطبابة وكرامتها.
2. تأديب الأطباء الخارجين على قوانينيها وعلى الآداب الطبية.
3. إبداء الرأي وتقديم المقترحات الضرورية بمشاريع القوانين والأنظمة المتعلقة بمهنة الطبابة وبالاتفاقات الصحية.
4. إبداء الرأي في إرسال البعثات الطبية وفي حضور المؤتمرات الصحية الدولية.
5. التنسيق مع المؤسسات الحكومية، ولا سيما مع وزارتي الصحة العامة والبيئة لإتخاذ المقررات التي تراها النقابة مفيدة في المسائل العائدة للصحة العامة، وفي رسم السياسة الصحية الوطنية.
6. تقديم المقترحات بشأن المناهج الدراسية الطبية في كليات ومعاهد الطب في لبنان، والسهر على الأهلية المهنية للأطباء.
7. المساهمة إلى جانب المؤسسات المحلية والدولية في الدفاع عن حقوق الإنسان في الشأن الصحي.
8. التنسيق مع وزارتي الصحة العامة والإعلام بكل ما يتعلق بالإعلام الطبي والبرامج الطبية من أي نوع كانت.
9. إبداء الرأي في تنظيم المهن المساعدة في حقل الطب.
10. وضع دليل للتعرفة وللبدل.
11. السعي لحل المنازعات التي قد تقع بين الأطباء أو بينهم وبين مرضاهم.
12. معاونة المحتاجين والعجز من الأطباء أو من عائلاتهم، وإنشاء صندوق تقاعدي لضمان الشيخوخة والعجز.
13. وضع صيغة تأمين صحي ذاتي للجسم الطبي، وإنشاء صندوق تعاضدي لهذه الغاية.[2]

## الرؤساء
| التسلسل | صورة | اسم                   | فترة الحكم |
| ------- | ---- | --------------------- | ---------- |
| 1       |      | النقيب رئيف أبي اللمع | 1947–1948  |
| 2       |      | النقيب محمد حيدر      | 1949–1950  |
| 3       |      | النقيب جوزف الفغالي   | 1951–1952  |
| 4       |      | النقيب نجيب سعد       | 1953–1954  |
| 5       |      | النقيب فيليب شديد     | 1955–1956  |
| 6       |      | النقيب نجيب سعد       | 1957–1958  |
| 7       |      | النقيب انطوان حصري    | 1959–1960  |
| 8       |      | النقيب عفيف مفرج      | 1961–1962  |
| 9       |      | النقيب فيليب شديد     | 1963–1964  |
| 10      |      | النقيب عفيف مفرج      | 1965–1966  |
| 11      |      | النقيب أنطوان حنين    | 1967–1968  |
| 12      |      | النقيب فريد حداد      | 1969–1970  |
| 13      |      | النقيب أنطوان حنين    | 1971–1972  |
| 14      |      | النقيب جوزف عازار     | 1973–1974  |
| 15      |      | النقيب فؤاد الشمالي   | 1975–1987  |
| 16      |      | النقيب ميشال سلهب     | 1988–1989  |
| 17      |      | النقيب منير رحمة      | 1990–1991  |
| 18      |      | النقيب فؤاد البستاني  | 1992–1995  |
| 19      |      | النقيب فائق يونس      | 1995–1998  |
| 20      |      | النقيب غطاس الخوري    | 1998–2001  |
| 21      |      | النقيب محمود شقير     | 2001–2004  |
| 22      |      | النقيب ماريو عون      | 2004–2007  |
| 23      |      | النقيب جورج أفتيموس   | 2007–2010  |
| 24      |      | النقيب شرف أبو شرف    | 2010–2013  |
| 25      |      | أنطوان بستاني         | 2013–2016  |
| 26      |      | ريمون الصايغ          | 2016 -     |

## الفروع
- بعلبك
- سهل البقاع
- جونيه
- النبطية
- صيدا

## روابط خارجية
- موقع الكتروني